# Don Quijote
 "Don Quixote" omdirigeres hertil. For andre betydninger af Don Quixote, se Don Quixote (flertydig).
Den sindrige ridder Don Quixote de la Mancha eller Don Quijote er en roman af den spanske forfatter Miguel de Cervantes. Romanen udkom i 2 dele, den første i 1605 og den anden i 1615. Don Quijote er et af det spanske sprogs mest velkendte litterære værker.
Bogen bliver betragtet som den første moderne roman og en af grundstenene for europæisk litteratur og en af de bedste bøger der nogen sinde er skrevet. Don Quixote er også en af de mest oversatte bøger.
Bogen er en parodi på ridderroman-genren.
På dansk er den udkommet i mange udgaver, første gang oversat af Charlotte Dorothea Biehl.
Romanens hovedperson er den forarmede herremand, Don Quijote af La Mancha, der på sin stridshest – det magre øg Rosinante – drager ud i verden for som de "Vandrende Riddere" at tage kampen op mod alskens ondskab og trolddom. Alt til ære for den skønne Dulcinea, en ret køn bondepige, som han er udsigtsløst forelsket i. Han er ledsaget af sin tro våbendrager, den bondesnu Sancho Panza.
Handlingen er en række eventyr, hvor Don Quijotes fantasi løber af med ham, så han indvikles i drabelige kampe mod får, vindmøller og uskyldige forbipasserende, altid med et for ridderen uheldigt resultat.
Den selvbestaltede ridder er dog ikke kun en nar. Han er også idealist og belærer Sancho Panca om, at : "Den, som tror at tingenes tilstand i denne verden kan ændres, tror noget, han ikke bør tro". Sancho Panza har også sin livsvisdom: "Har man først fået ord for at stå tidligt op, kan man godt blive liggende til middag".
Bogens to hovedpersoner er blevet et klassisk par: den virkelighedsfjerne idealist Don Quijote og den særdeles jordbundne Sancho Panza.
Romanen har inspireret mange malere og tegnere som Pablo Picasso, Salvador Dali og Wilhelm Marstrand.

## Ballet
En af ballettens mest brillante klassikere er skabt over Don Quijote af Mingus og Petipas.

## Musical
Musicalen Man Of La Mancha skrevet af Joe Darion og Mitch Leigh i 1965 tager sit udgangspunkt i historien om 'Ridderen af den bedrøvelige skikkelse', Don Quijote. Det bedst kendte musikstykke fra musicalen er "The Quest", "The Impossible Dream", der er indsunget af Elvis Presley i 1972.